# Escombres-et-le-Chesnois
Escombres-et-le-Chesnois je francouzská obec v departementu Ardensko v regionu Grand Est. V roce 2011 zde žilo 354 obyvatel.. Území obce sousedí s Belgií.

## Sousední obce
Bouillon (Belgie), Messincourt, Pouru-aux-Bois, Pouru-Saint-Remy, Sachy

## Vývoj počtu obyvatel
Počet obyvatel 